# Novoukraiinka, Kazanka
Novoukraiinka (în ucraineană Новоукраїнка) este un sat în comuna Dmîtro-Bilivka din raionul Kazanka, regiunea Mîkolaiiv, Ucraina.

## Demografie
Componența lingvistică a localității Novoukraiinka
     Ucraineană (90,91%)
     Rusă (4,04%)
     Română (4,04%)
     Belarusă (1,01%)
Conform recensământului din 2001, majoritatea populației localității Novoukraiinka era vorbitoare de ucraineană (90,91%), existând în minoritate și vorbitori de rusă (4,04%), română (4,04%) și belarusă (1,01%).